# Jupiter holdja
Jupiter holdja é um filme de drama húngaro de 2017 dirigido e escrito por Kornél Mundruczó e Merab Ninidze. Protagonizado por Merab Ninidze e György Cserhalmi, estreou no Festival de Cannes 2017, no qual competiu para a Palm d'Or.

## Elenco
- Merab Ninidze
- György Cserhalmi
- Mónika Balsai
- Zsombor Jéger
- Péter Haumann
- Tamás Szabó Kimmel